# Graja de Campalbo
Graja de Campalbo es un municipio español de la provincia de Cuenca, perteneciente a la comunidad autónoma de Castilla-La Mancha. Situado en la comarca de la Serranía Baja, tiene una población de 85 habitantes (INE 2024). 

## Geografía

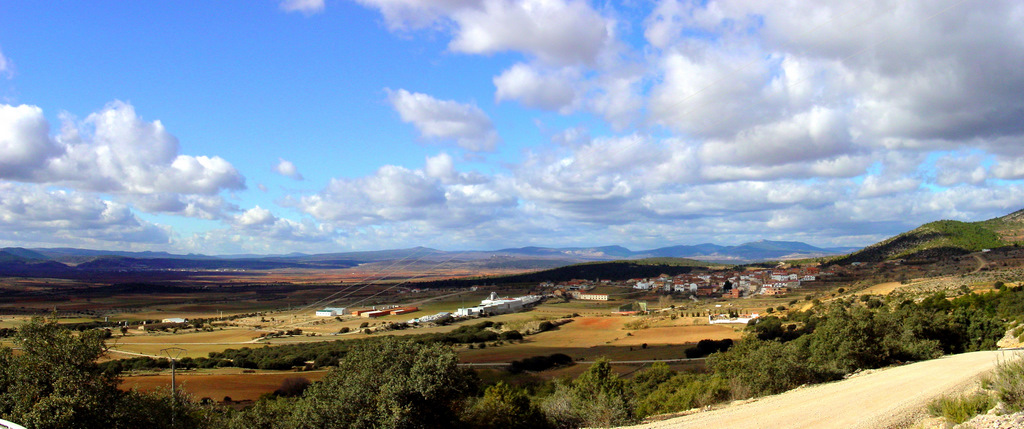
Vista general (meridional)

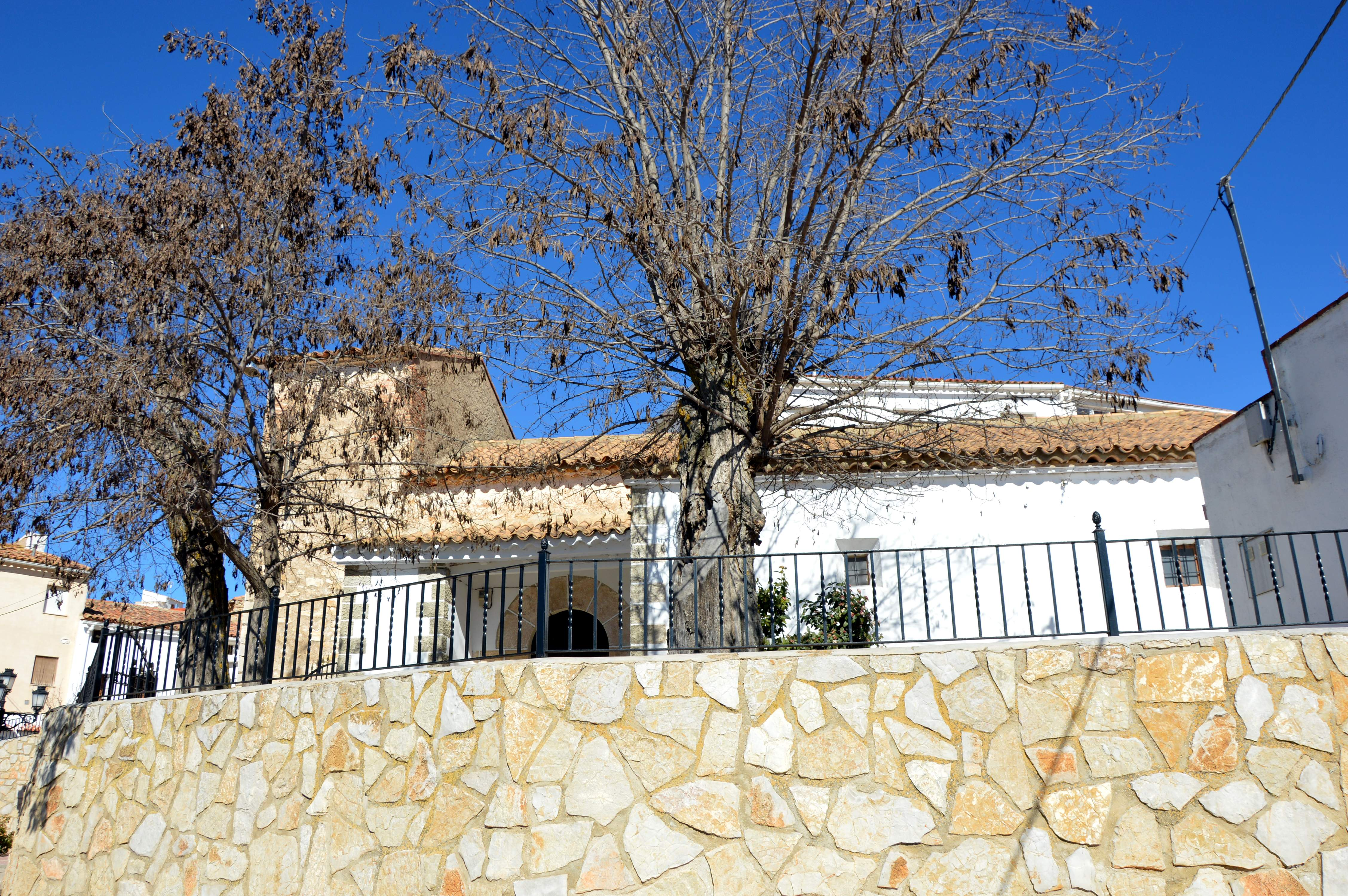
Vista general (meridional) de la iglesia parroquial

Ubicado en la Serranía de Cuenca, en la comarca de la Serranía Baja. Está situado muy próximo a la provincia de Valencia.

## Historia
A mediados del siglo XIX (1847), Madoz describe la localidad como lugar con ayuntamiento en la provincia, y diócesis de Cuenca, de la que distaba 13 leguas, en el partido judicial de Cañete (7 leguas), audiencia territorial de Albacete, y capitanía general de Castilla la Nueva. Situado «en un llano, con un cerro en sus inmediaciones; goza de buen clima y libre ventilación». Poseía entonces 43 casas «de mediana construcción» y una iglesia, anejo de la parroquia de Moya. En cuanto a la situación de su término, confina por el norte con Manzaneruela, por el este con Santa Cruz de Moya, por el sur con Talayuelas y con Landete por el oeste. Respecto al terreno, lo define como «de regular calidad», con caminos locales, siendo el más importante que cruza el término el de Teruel a Requena (Valencia). Producía básicamente cereales (trigo, cebada, avena), «algunas patatas y rica miel». Poblado por 33 vecinos (77 almas). El presupuesto municipal ascendía a 800 reales, cubierto «con el producto de un horno y el déficit por reparto vecinal».

## Patrimonio histórico-artístico

### Arquitectura religiosa
- Iglesia parroquial de San Sebastián. Modesto edificio de planta alargada y cobertura a dos aguas, con entrada en el muro meridional, basada en arcada de medio punto y espadaña a los pies. Durante la guerra civil española el templo fue saqueado, robando sus objetos de culto más valiosos.[2] En el atrio exterior luce un bello plafón cerámico con la representación de la Virgen de Tejeda (2008).

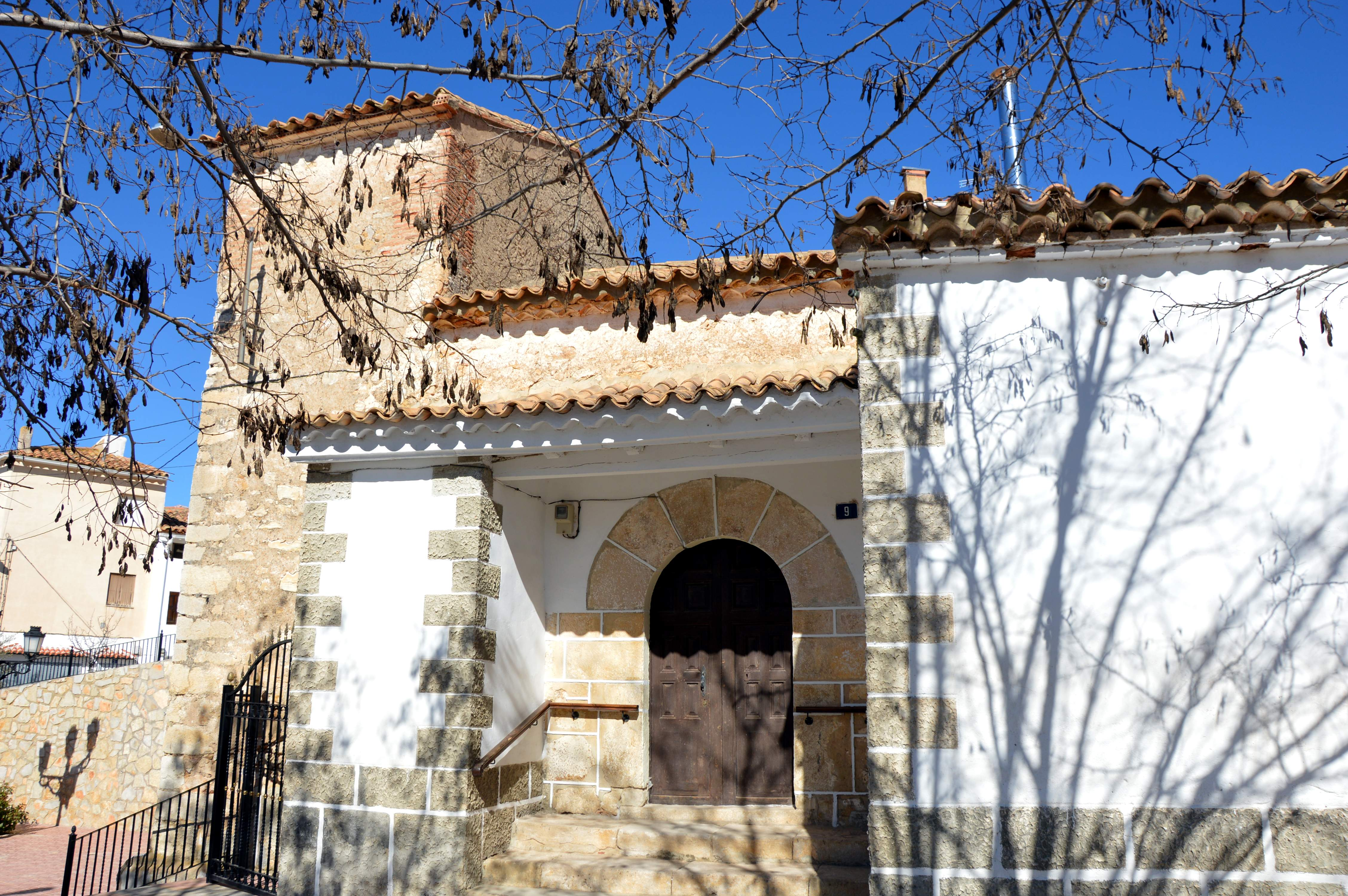
Vista parcial (meridional) de la iglesia parroquial, con detalle del atrio exterior.

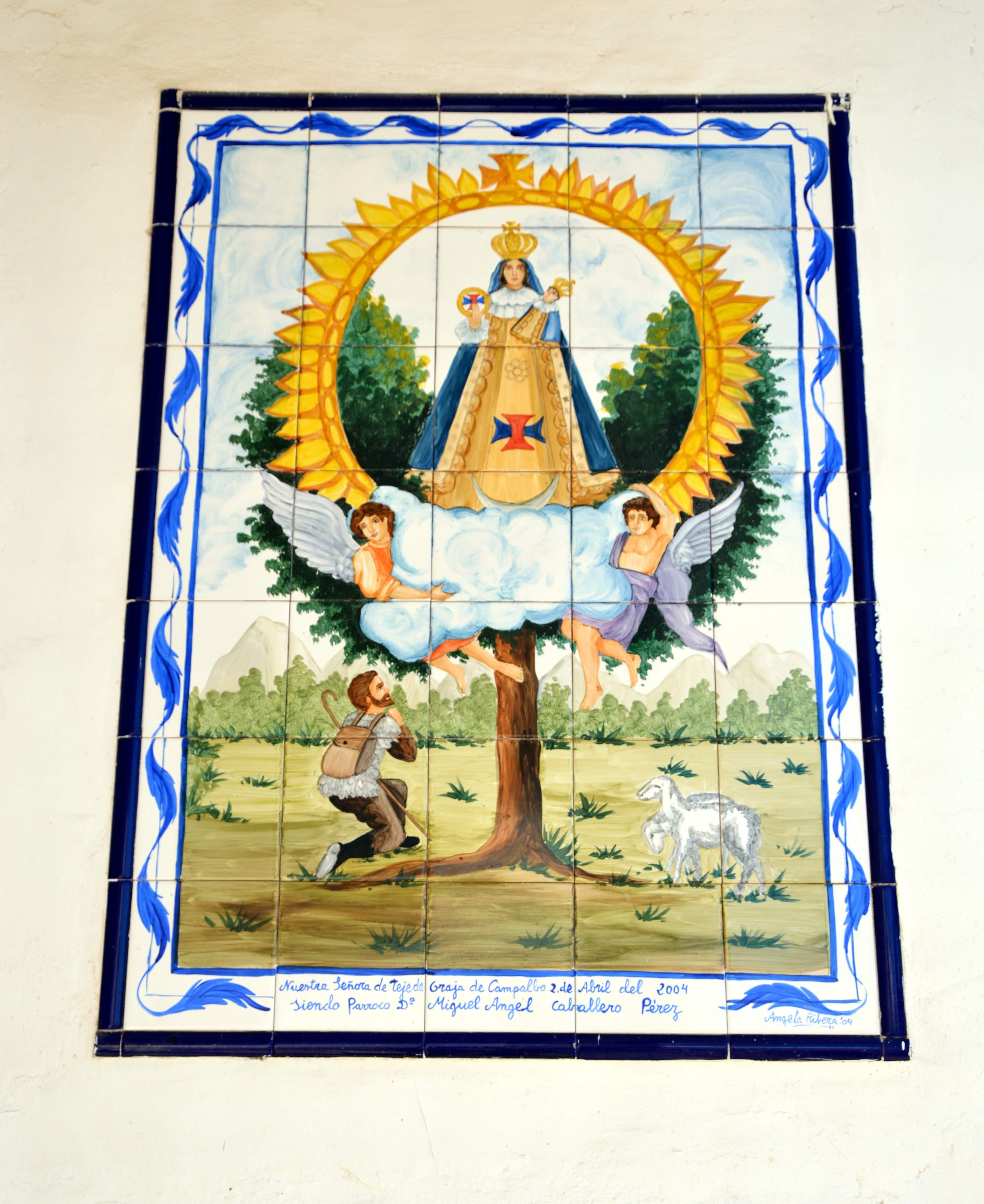
Plafón cerámico con la representación de la Virgen de Tejeda en el atrio exterior de la iglesia parroquial de Graja de Campalbo (Cuenca).

## Demografía
Graja de Campalbo cuenta con una población de 85 habitantes (INE 2024).
| Gráfica de evolución demográfica de Graja de Campalbo entre 1842 y 2021 |
| |
| Población de derecho según los censos de población del INE Población de hecho según los censos de población del INEEn estos censos se denominaba Graja de Campalvo: 1842 y 1860 |

| 135           | 146 | 134 | 103 | 101 |
| (Fuente: INE) |     |     |     |     |

## Administración
| Periodo   | Nombre                       | Partido |
| --------- | ---------------------------- | ------- |
| 2003-2007 | María Luz Villanueva Peinado | PP      |
| 2007-2011 | José María Peinado Antón     | PP      |

## Imagen de satélite y mapa
- Plano de Graja de Campalbo (WikiMapia):